# Diego Contento
Diego Armando Contento (München, 1 mei 1990) is een Duits profvoetballer van Italiaanse afkomst die doorgaans als verdediger speelt. Hij tekende in juli 2020 een eenjarig contract bij SV Sandhausen, dat hem overnam van Fortuna Düsseldorf.

## Biografie
Contento komt voort uit een familie afkomstig uit Napels. Hij werd vernoemd naar de gewezen sterspeler van SSC Napoli: Diego Maradona. Contento sloot zich op zijn vijfde aan bij Bayern München. Hij doorliep verscheidene jeugdelftallen en werd in de aanloop naar het seizoen 2009/10 door hoofdtrainer Louis van Gaal regelmatig in de A-kern opgenomen. Daarvoor speelde hij voor Bayern München II, het beloftenelftal van de Duitse topclub. De toen negentienjarige Contento mocht tijdens vriendschappelijke wedstrijden meespelen, maar belandde tijdens de competitie oorspronkelijke hoogstens op de bank.
Na de winter tekende Contento zijn eerste profcontract,tot de zomer van 2011. Hij maakte hij zijn debuut op het hoogste niveau in een wedstrijd om de DFB-Pokal. Vlak daarna mocht hij voor het eerst in de UEFA Champions League meespelen en werd hij een volwaardig lid van de selectie van de hoofdmacht. Aan het einde van het seizoen 2009/10 vierde hij met Bayern zijn eerste landskampioenschap.
Contento was Duits jeugdinternational.

## Clubstatistieken
| Seizoen | Club                  | Competitie        | Wedstrijden | Doelpunten |
| ------- | --------------------- | ----------------- | ----------- | ---------- |
| 2009/10 | Bayern München        | Bundesliga        | 9           | 0          |
| 2010/11 | Bayern München        | Bundesliga        | 14          | 0          |
| 2011/12 | Bayern München        | Bundesliga        | 11          | 0          |
| 2012/13 | Bayern München        | Bundesliga        | 5           | 0          |
| 2013/14 | Bayern München        | Bundesliga        | 10          | 0          |
| 2014/15 | Girondins de Bordeaux | Ligue 1           | 25          | 0          |
| 2015/16 | Girondins de Bordeaux | Ligue 1           | 25          | 2          |
| 2016/17 | Girondins de Bordeaux | Ligue 1           | 25          | 0          |
| 2017/18 | Girondins de Bordeaux | Ligue 1           | 3           | 0          |
| 2018/19 | Fortuna Düsseldorf    | Bundesliga        | 0           | 0          |
| 2019/20 | Fortuna Düsseldorf    | Bundesliga        | 0           | 0          |
| 2019/20 | Fortuna Düsseldorf II | Regionalliga West | 1           | 0          |
| 2020/21 | SV Sandhausen         | 2. Bundesliga     | 24          | 0          |

## Erelijst
Bayern München
- Bundesliga: 2009/10, 2012/13, 2013/14
- DFB-Pokal: 2009/10, 2012/13, 2013/14
- DFB-Supercup: 2010, 2012
- UEFA Champions League: 2012/13
- UEFA Super Cup: 2013
- FIFA Club World Cup: 2013

## Familie
Contento heeft twee oudere broers: Domenico en Vincenzo. Zij speelden in de jeugd van Bayern München.